# H・A・N・A・B・I〜君がいた夏〜
「H・A・N・A・B・I〜君がいた夏〜」（ハナビ・きみがいたなつ）は、日本のガールズロックバンド・ZONEのメジャー10作目（通算11作目）のシングル。

## 概要
- 前作「true blue/恋々…」から約3ヶ月ぶりのシングル。
- メジャーデビューから通算10作目を記念して10万枚のみの完全生産限定盤として発売された。
- 前作に引き続きカップリング曲が収録されなかった。
- 前作に引き続きレーベルゲートCD規格で発売されたが、今作は後のレーベルゲートCD2規格と従来のCD規格による再発はされていない。
- 「世界のほんの片隅から」以来6作ぶりのノンタイアップシングルとなった。
- オリコン初登場3位を獲得。6作連続、通算7作目のトップ3入りを果たした。

## 収録曲
1. H・A・N・A・B・I〜君がいた夏〜 [4:23]
作詞・作曲：町田紀彦
編曲：ha-j
メンバーはこの楽曲のテーマを町田に問うことなく「これは自分たちの歌。ZONE一色。」と理解したという[1]。
2. H・A・N・A・B・I〜君がいた夏〜 TAKAYO Ocean Version [6:06]
作詞・作曲：町田紀彦
編曲：Ocean Born
TAKAYOのソロバージョン。
3. H・A・N・A・B・I〜君がいた夏〜 MIYU Ocean Version [6:08]
作詞・作曲：町田紀彦
編曲：Ocean Born
MIYUのソロバージョン。
4. H・A・N・A・B・I〜君がいた夏〜 MAIKO Ocean Version [6:04]
作詞・作曲：町田紀彦
編曲：Ocean Born
MAIKOのソロバージョン。
5. H・A・N・A・B・I〜君がいた夏〜 MIZUHO Ocean Version [6:08]
作詞・作曲：町田紀彦
編曲：Ocean Born
MIZUHOのソロバージョン。
6. H・A・N・A・B・I〜君がいた夏〜 (backing track) [4:20]
作曲：町田紀彦
編曲：ha-j
表題曲のバッキングトラックバージョン。

## 収録アルバム
- N (#1)
- E 〜Complete A side Singles〜 (#1)
- ZONEトリビュート〜君がくれたもの〜 (Disc2 #1)